# Antoine-Jean-François Ménager
 (septembre 2022).
Antoine-Jean-François, baron Ménager (17 janvier 1756, Germigny-l'Évêque - 1er avril 1826, Germigny-l'Évêque), est un homme politique français.

## Biographie
Négociant à Coulommiers, il est élu député suppléant du tiers-état du bailliage de Meaux aux États généraux  le 21 mars 1789. Il épouse Marguerite Desescoutes, fille de Thomas-Joseph Desescoutes et de Marie Jeanne Hubert Henriette Berthereau, et nièce de Thomas Berthereau.
Suppléant de son beau-père, il le remplace à la Constituante, à la suite de sa démission pour cause de maladie. À l'Assemblée, Il s'occupe de la fabrication des assignats (??).
Il est conseiller général en 1808. Il est aussi maire de Germigny-l'Évêque. Il est fait chevalier de la Légion d'honneur en 1811 et chevalier de l'Empire le 17 février 1812. 
À la Restauration, il est élu député du grand collège de Seine-et-Marne le 4 octobre 1816, et réélu le 20 octobre 1818. Il prend place au centre, vote en faveur des lois d'exception. Le 11 juin 1819, il est créé baron par Louis XVIII.  
Il quitte la vie politique aux élections de 1824. 
De son mariage sont nés au moins deux enfants:
- Antoine François Alexandre Ménager (1790-1854) qui s'engage dans l'armée et est fait chevalier de la Légion d'honneur en 1823[2]

- Anne Denise Henriette Ménager qui épouse le marquis Auguste de Goddes de Varennes.